# Coupe d'Afrique des nations de football des moins de 17 ans 2003
Navigation
CAN U17 2001 CAN U17 2005
La Coupe d’Afrique des nations des moins de 17 ans 2003 est un tournoi de football organisé par la Confédération africaine de football (CAF). Elle se déroule tous les deux ans et oppose les meilleurs sélections africaines des moins de 17 ans.
L'édition 2003 a eu lieu au Swaziland du 25 mai au 8 juin 2003 et elle a vu la victoire du Cameroun face au Sierra Leone sur le score de un but à zéro après prolongation.

## Qualifications

### Tour préliminaire
Les vainqueurs accèderont au premier tour sur deux matchs le 30 juin et le 14 juillet 2002 (aller/retour).
| Équipe 1      | Score   | Équipe 2             | Aller | Retour |
| ------------- | ------- | -------------------- | ----- | ------ |
| Liberia       | forfait | Sierra Leone         | /     | /      |
| Algérie       | forfait | Mauritanie           | /     | /      |
| Gabon         | forfait | Togo                 | /     | /      |
| Sénégal       | forfait | Guinée-Bissau        | /     | /      |
| Zimbabwe      | 7-1     | Maurice              | 5-1   | 2-0    |
| Libye         | forfait | Niger                | /     | /      |
| Côte d'Ivoire | forfait | Guinée équatoriale   | /     | /      |
| Angola        | 11-2    | Sao Tomé-et-Principe | 5-0   | 6-2    |
| Ouganda       | forfait | Somalie              | /     | /      |
| Lesotho       | 3-0     | Namibie              | 0-0   | 3-0    |
| Botswana      | 0-3     | Tanzanie             | 0-1   | 0-2    |
| Érythrée      | 1-3     | Kenya                | 0-0   | 1-3    |

### Premier tour
Les matchs aller du premier tour se sont disputés le 22 décembre 2002. Les matchs retour se sont déroulés le 12 janvier 2003. Les vainqueurs sont qualifiés au deuxième tour.
| Équipe 1      | Score            | Équipe 2       | Aller | Retour |
| ------------- | ---------------- | -------------- | ----- | ------ |
| Sierra Leone  | 1-1              | Burkina Faso   | 0-0   | 1-1    |
| Algérie       | 1-2              | Tunisie        | 0-0   | 1-2    |
| Gabon         | 1-2              | Cameroun       | 1-0   | 0-2    |
| Sénégal       | 4-0              | Maroc          | 1-0   | 3-0    |
| Zimbabwe      | 2-3              | Malawi         | 2-1   | 0-2    |
| Libye         | 0-1              | Égypte         | 0-1   | 0-0    |
| Côte d'Ivoire | 0-3              | Guinée         | 0-2   | 0-1    |
| Angola        | 3-3              | Mozambique     | 2-3   | 1-0    |
| Gambie        | 1-1 (4-2 t.a.b.) | Mali           | 0-1   | 1-0    |
| Somalie       | 1-4              | Zambie         | /     | 1-4    |
| Lesotho       | 2-5              | Afrique du Sud | 1-1   | 1-4    |
| Soudan        | forfait          | Nigeria        | /     | /      |
| Tanzanie      | 1-6              | Éthiopie       | 1-1   | 1-5    |
| Kenya         | 3-2              | Ghana          | 2-0   | 1-2    |

### Deuxième tour
Les vainqueurs accèderont à la phase finale sur deux matchs (aller/retour).
| Équipe 1     | Score   | Équipe 2       | Aller | Retour |
| ------------ | ------- | -------------- | ----- | ------ |
| Sierra Leone | 2-1     | Tunisie        | 1-0   | 1-1    |
| Cameroun     | 1-0     | Sénégal        | 1-0   | 0-0    |
| Malawi       | 0-3     | Égypte         | 0-1   | 0-2    |
| Guinée       | 4-2     | Mozambique     | 3-0   | 1-2    |
| Gambie       | 2-1     | Zambie         | 1-1   | 1-0    |
| Nigeria      | 4-2     | Afrique du Sud | 3-1   | 1-1    |
| Éthiopie     | forfait | Kenya          | 2-0   | /*     |

- Le ministre des sports kényan Najib Balala dissout la sélection kényane des moins de 17 ans, le 14 février 2003, précisant que 40 % des joueurs ayant éliminé le Ghana avaient plus de 17 ans. Il voulait redonner la place au Ghana et s'excuser auprès de la FIFA. La CAF ne redonna pas la place au Ghana et en plus, elle sanctionna le Kenya de deux ans de suspension de toute compétition de jeunes.

## Participants à la phase finale
- Cameroun
- Égypte
- Éthiopie
- Gambie
- Guinée
- Nigeria
- Sierra Leone
- Eswatini (pays-hôte)

### Phase finale

#### Groupe A
| Rang | Équipe       | Pts | J | G | N | P | Bp | Bc | Diff |
| ---- | ------------ | --- | - | - | - | - | -- | -- | ---- |
| 1    | Égypte       | 7   | 3 | 2 | 1 | 0 | 2  | 0  | +2   |
| 2    | Sierra Leone | 5   | 3 | 1 | 2 | 0 | 5  | 3  | +2   |
| 3    | Guinée       | 4   | 3 | 1 | 1 | 1 | 9  | 4  | +5   |
| 4    | Eswatini     | 0   | 3 | 0 | 0 | 3 | 0  | 9  | -9   |

#### Groupe B
| Rang | Équipe   | Pts | J | G | N | P | Bp | Bc | Diff |
| ---- | -------- | --- | - | - | - | - | -- | -- | ---- |
| 1    | Nigeria  | 9   | 3 | 3 | 0 | 0 | 6  | 0  | +6   |
| 2    | Cameroun | 4   | 3 | 1 | 1 | 1 | 7  | 6  | +1   |
| 3    | Gambie   | 4   | 3 | 1 | 1 | 1 | 3  | 3  | 0    |
| 4    | Éthiopie | 0   | 3 | 0 | 0 | 3 | 3  | 10 | -7   |

### Carré final

#### Demi-finales
| 1/2 finale  | Égypte | 1-2 | Cameroun |  |
| 5 juin 2003 |        |     |          |  |

| 1/2 finale  | Nigeria | 0-1 | Sierra Leone |  |
| 5 juin 2003 |         |     |              |  |

#### Match pour la troisième place
| Match pour la 3e place | Égypte | 1-3 | Nigeria |  |
| 7 juin 2003            |        |     |         |  |

#### Finale
| Finale      | Cameroun | 1-0 ap | Sierra Leone |  |
| 8 juin 2003 |          |        |              |  |

## Résultat
| Vainqueur CAN U17 2003 Cameroun 1er titre |

## Sélections qualifiées pour la coupe du monde U17
Les trois nations africaines qualifiées pour la coupe du monde de football des moins de 17 ans 2003 en Finlande sont : 
- Cameroun
- Sierra Leone
- Nigeria